# قضیه نمایش ریس
'اگر f یک تابعک خطی کراندار در فضای هیلبرت H باشد، آنگاه بردار یکتای y از H وجود دارد بطوری که:
<f(x)=<y,x 
( برای تمام x های عضو H )
{\displaystyle \varphi _{x}(y)=\left\langle y,x\right\rangle ,}